# Les Châtelets
Les Châtelets ist eine französische Gemeinde mit 111 Einwohnern (Stand: 1. Januar 2022) im Département Eure-et-Loir in der Region Centre-Val de Loire; sie gehört zum Arrondissement Dreux und zum Kanton Saint-Lubin-des-Joncherets. 

## Geographie
Les Châtelets liegt an der Meuvette, etwa 45 Kilometer nordwestlich von Chartres. Umgeben wird Les Châtelets von den Nachbargemeinden Beauche im Nordwesten und Norden, Fessanvilliers-Mattanvilliers im Norden, Brezolles im Nordosten, Crucey-Villages im Osten, La Saucelle im Süden sowie La Mancelière im Südwesten und Westen.

## Bevölkerungsentwicklung
| Jahr                       | 1962 | 1968 | 1975 | 1982 | 1990 | 1999 | 2006 | 2013 | 2020 |
| Einwohner                  | 146  | 122  | 96   | 82   | 111  | 92   | 107  | 96   | 107  |
| Quellen: Cassini und INSEE |      |      |      |      |      |      |      |      |      |

## Sehenswürdigkeiten

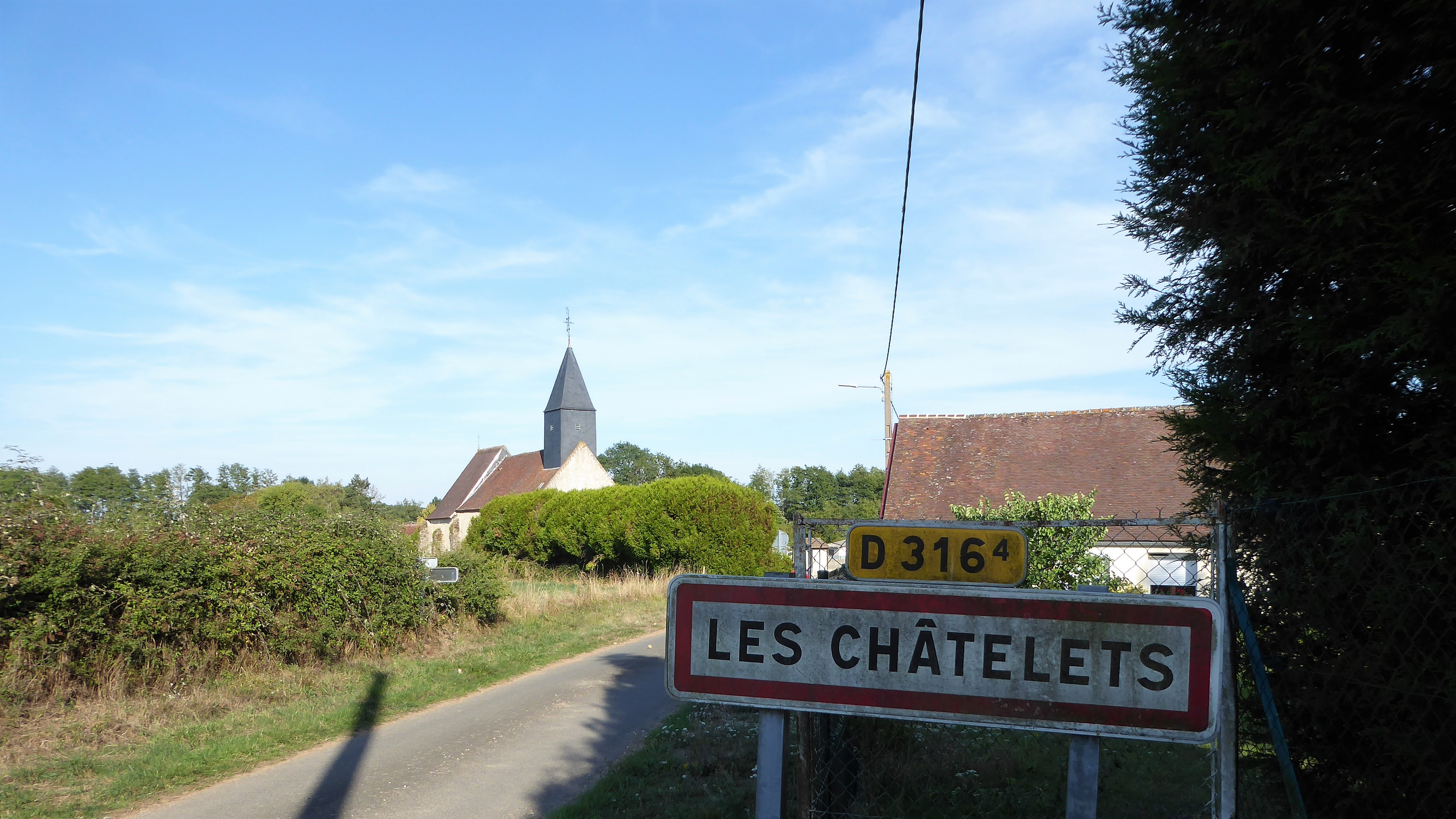
Ortseingang mit Blick zur Kirche Saint-Pierre

- Kirche Saint-Pierre